# Ореджеріто зеленоволий
Ореджері́то зеленоволий (Pogonotriccus ophthalmicus) — вид горобцеподібних птахів родини тиранових (Tyrannidae). Мешкає в Андах.

## Підвиди
Виділяють три підвиди:
- P. o. ophthalmicus Taczanowski, 1874 — Анди від Колумбії і північно-західної Венесуели до східного Еквадору і північного Перу;
- P. o. ottonis Berlepsch, 1901 — Анди на південному сході Перу (Пуно) та на півночі Болівії;
- P. o. purus Todd, 1952 — Прибережний хребет Анд (північна Венесуела).

## Поширення і екологія
Зеленоволі ореджеріто мешкають у Венесуелі, Колумбії, Еквадорі, Перу і Болівії. Вони живуть у вологих гірських тропічних лісах Анд. Зустрічаються на висоті від 600 до 2400 м над рівнем моря.